# Księżostany
Księżostany – wieś w Polsce położona w województwie lubelskim, w powiecie zamojskim, w gminie Komarów-Osada.
W latach 1975–1998 miejscowość administracyjnie należała do województwa zamojskiego.
Wieś jest sołectwem w gminie Komarów-Osada. Według Narodowego Spisu Powszechnego z roku 2011 wieś liczyła 57 mieszkańców.
W Księżostanach urodził się Stanisław Żelichowski, poseł PSL, przewodniczący klubu parlamentarnego i minister środowiska.
Wierni Kościoła rzymskokatolickiego należą do parafii Trójcy Przenajświętszej w Komarowie-Osadzie.